# Duinen van Goeree
De Duinen van Goeree is een natuurgebied op het eiland Goeree-Overflakkee, in de Nederlandse provincie Zuid-Holland. Het bestaat uit slikken, schorren, kreken, stranden, poelen, duinenvalleien, graslanden en bos. De duinen herbergen de meest soortenrijke vroongronden van Nederland en het is het leefgebied van bedreigde soorten als de noordse woelmuis en de nauwe korfslak. Ter bescherming van de bijzondere habitats en unieke flora en fauna is het gebied onder de naam Duinen Goeree & Kwade Hoek aangewezen als Natura 2000-gebied.

## Beheer
Het natuurgebied Duinen van Goeree bestaat uit de Springertduinen, Westhoofdvallei, Middelduinen, Oostduinen en de Kwade Hoek en wordt beheerd door Natuurmonumenten. In totaal beslaan deze deelgebieden bijna 1300 hectare en vormen ze een van de grootste aaneengesloten duinlandschappen van Zuid-Holland. Natuurmonumenten werkt onder andere aan de terugkeer van de voor dit duingebied kernmerkende verstuivingen. Op bepaalde delen wordt woekerend struikgewas verwijderd waardoor het zand weer zichtbaar wordt. 

## Deelgebieden
De Springertduinen liggen tussen de West Nieuwlandseweg en de Brouwersdam, maar zijn vanaf de openbare weg niet bereikbaar. Het gebied is dichtbegroeid met onder andere meidoorn, duindoorn, vlier en braam. Er loop een klein aantal paden. Deze zijn te bereiken vanaf het strand ter hoogte van strandpaal 18.
De Westhoofdvallei of Vuurtorenvallei is in 1953 volgelopen met zout water en sindsdien opnieuw aan het verzoeten. Vroeger trok de ´koeiewachter´ iedere dag met dieren de duinen in. Nu laat Natuurmonumenten de vallei van juli tot ver in de winter begrazen door koeien. Zonder begrazing en maaiwerkzaamheden zou de vallei dichtgroeien met eenzijdige begroeiing. Van de vroegere soortenrijkdom resteren onder andere addertong, harlekijn, rietorchis en vleeskleurige orchis, een combinatie die kenmerkend is voor verzoetende hooilanden in een kustgebied. De vallei is tevens van belang voor broedende weidevogels als tureluur, scholekster en kievit. De Westhoofdvallei is niet vrij toegankelijk, maar vanaf het fietspad aan het einde van de Groenedijk te overzien. 
De Middelduinen en Oostduinen waren vanaf 1934 een waterwingebied. In 2005 is het beheer van dit deelgebied overgedragen aan Natuurmonumenten. Open stukken worden in dit gebied afgewisseld met struikgewas en poelen. Deze poelen en meertjes zijn vloeivelden die voor de grondwaterwinning werden gegraven. Grondwaterwinning heeft in het verleden geleid tot verdroging van de duinen. Nu dit in de Oostduinen is gestaakt, kan het gebied herstellen. Als grondstof voor de drinkwaterwinning wordt nu zoet water opgepompt vanuit het Haringvliet.´De Koploper´, een gemarkeerde wandelroute van twintig kilometer, loopt gedeeltelijk door de Oostduinen. De Middelduinen zijn niet toegankelijk, maar te overzien vanaf een verhard pad over de Middelduinweg.
De Kwade Hoek is een buitendijks natuurgebied dat nog steeds aangroeit. Het is het meest bekende deelgebied van de Duinen van Goeree. Het strandgedeelte van de Kwade Hoek is in het broedseizoen, van 15 maart tot 16 juli, niet vrij toegankelijk. 

## Natura 2000
Naast bovenstaande deelgebieden van de Duinen van Goeree maken ook de Westduinen onderdeel uit van het Europese netwerk van Natura 2000-gebieden. Dit is een duingebied midden op het eiland dat wordt beheerd door Zuid-Hollands Landschap. Het is niet vrij toegankelijk maar te overzien vanaf de Westduinweg en Klarebeekweg. Het ondiepe zeegedeelte voor de kust van Goeree-Overflakkee maakt onderdeel uit van de Voordelta, een aangrenzend Natura 2000-gebied.

## Fotogalerij

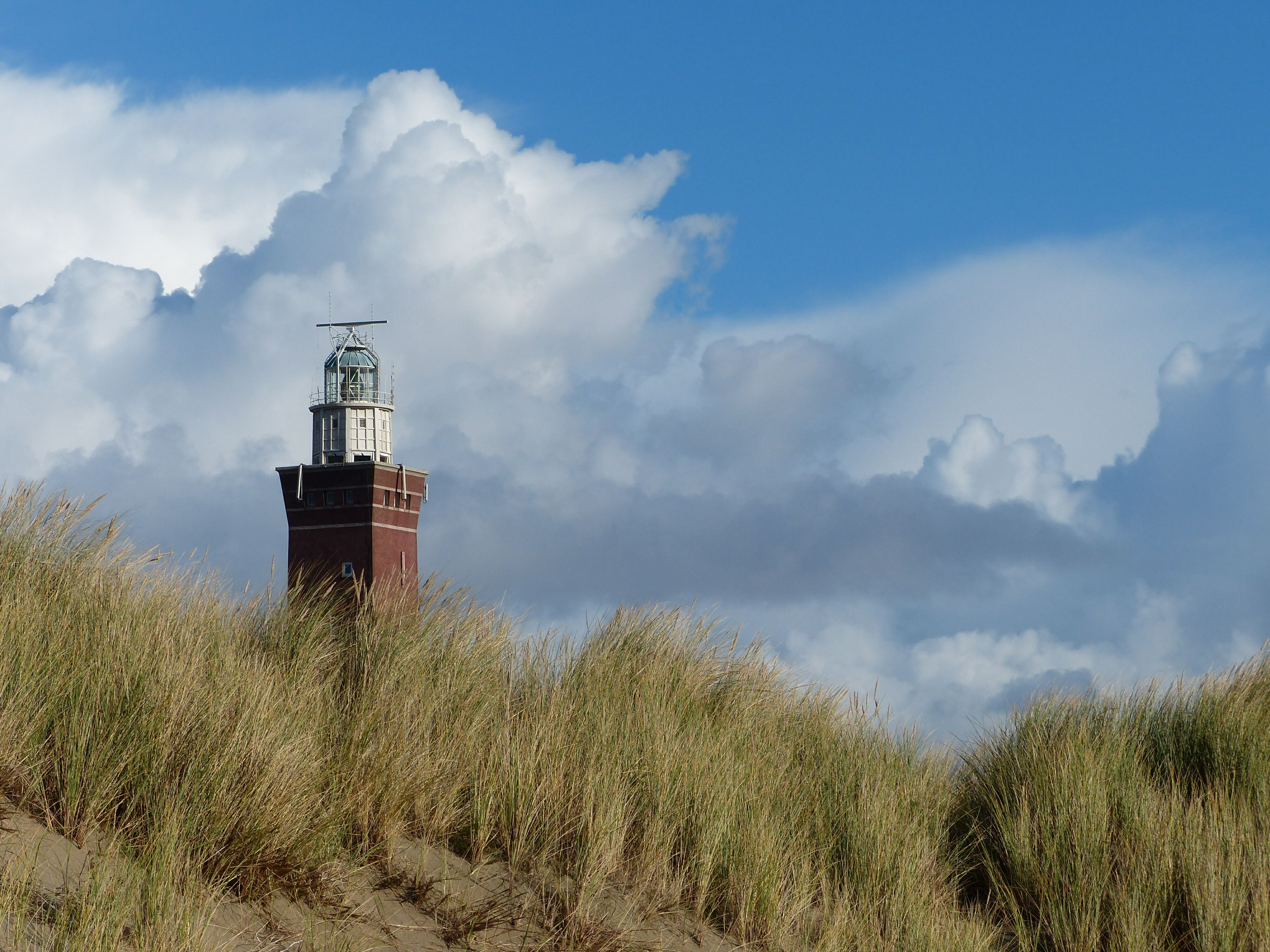
Vuurtoren Westhoofd in Ouddorp
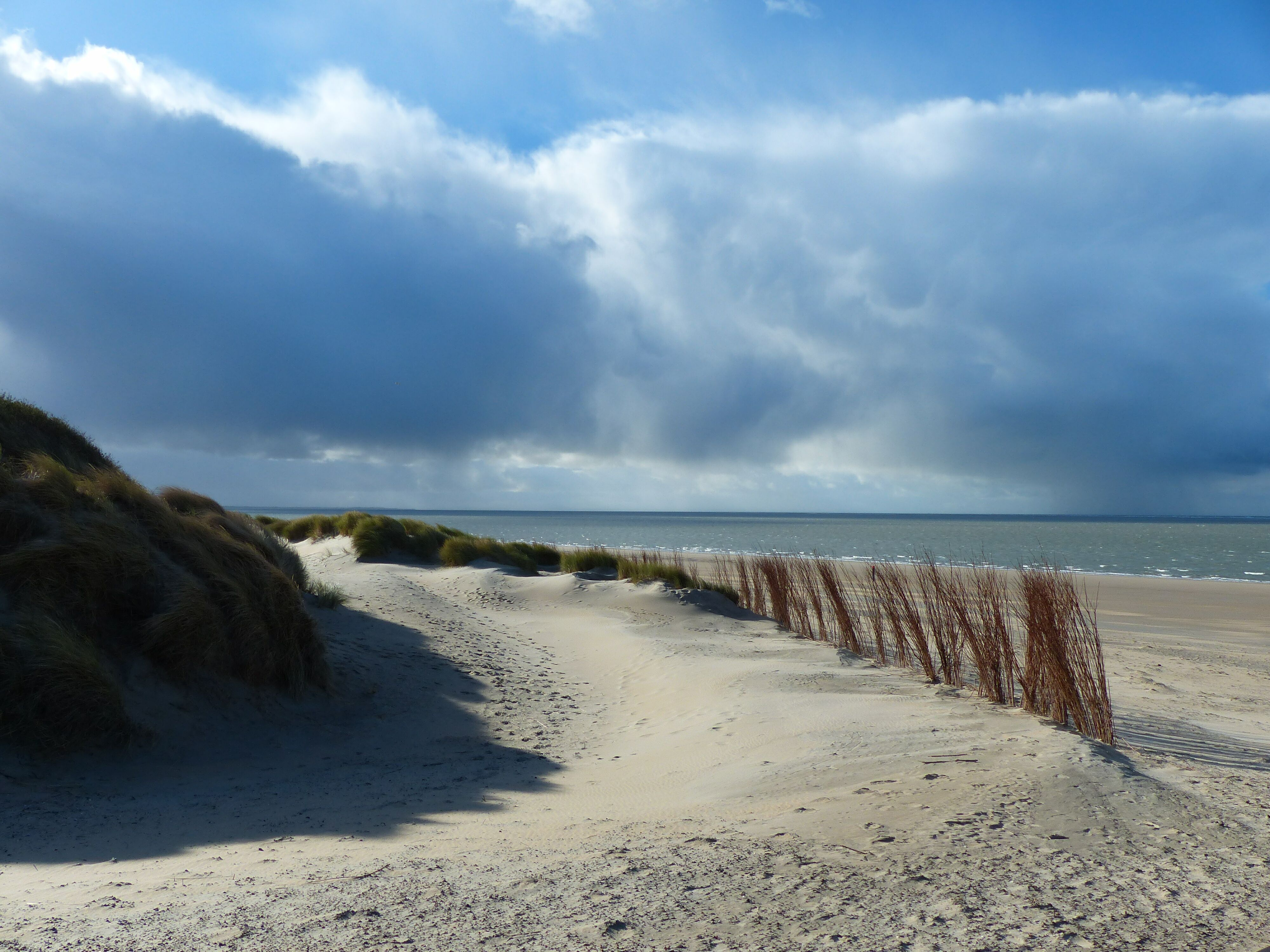
Strandopgang Westhoofdduinpad
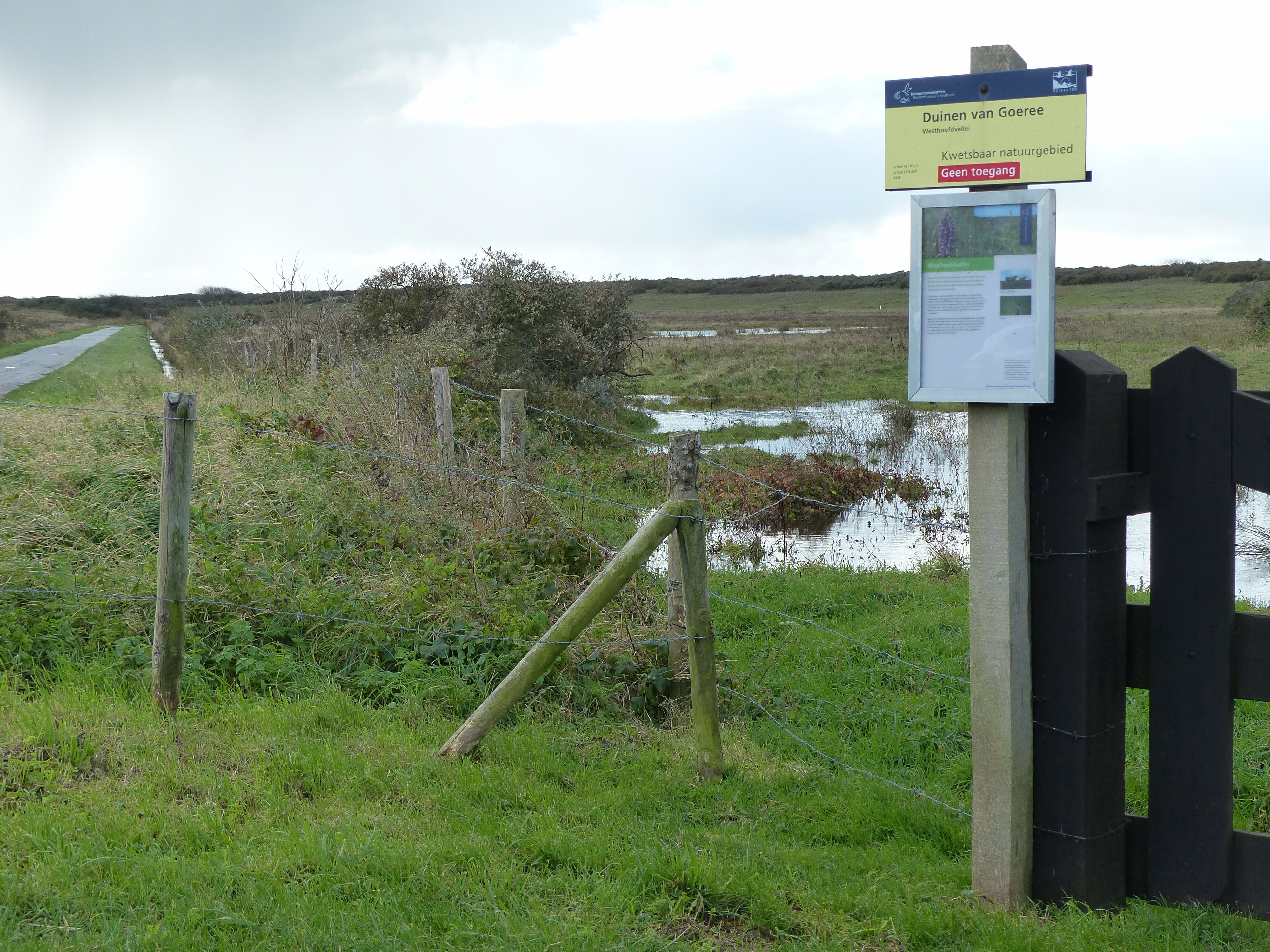
Westhoofdvallei te overzien vanaf fietspad
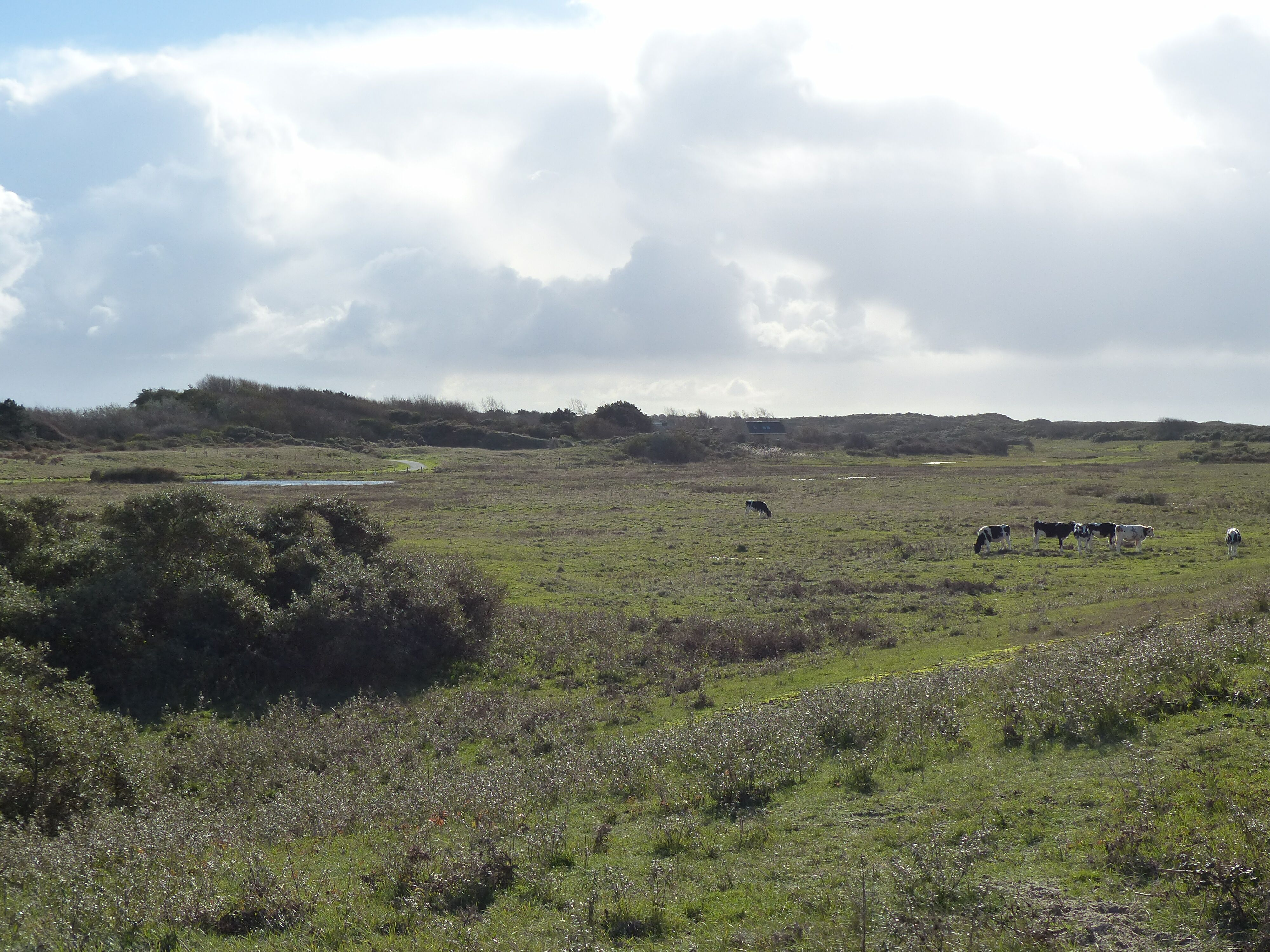
Koeien grazen in de Westhoofdvallei
Bloemenzee in de Oostduinen
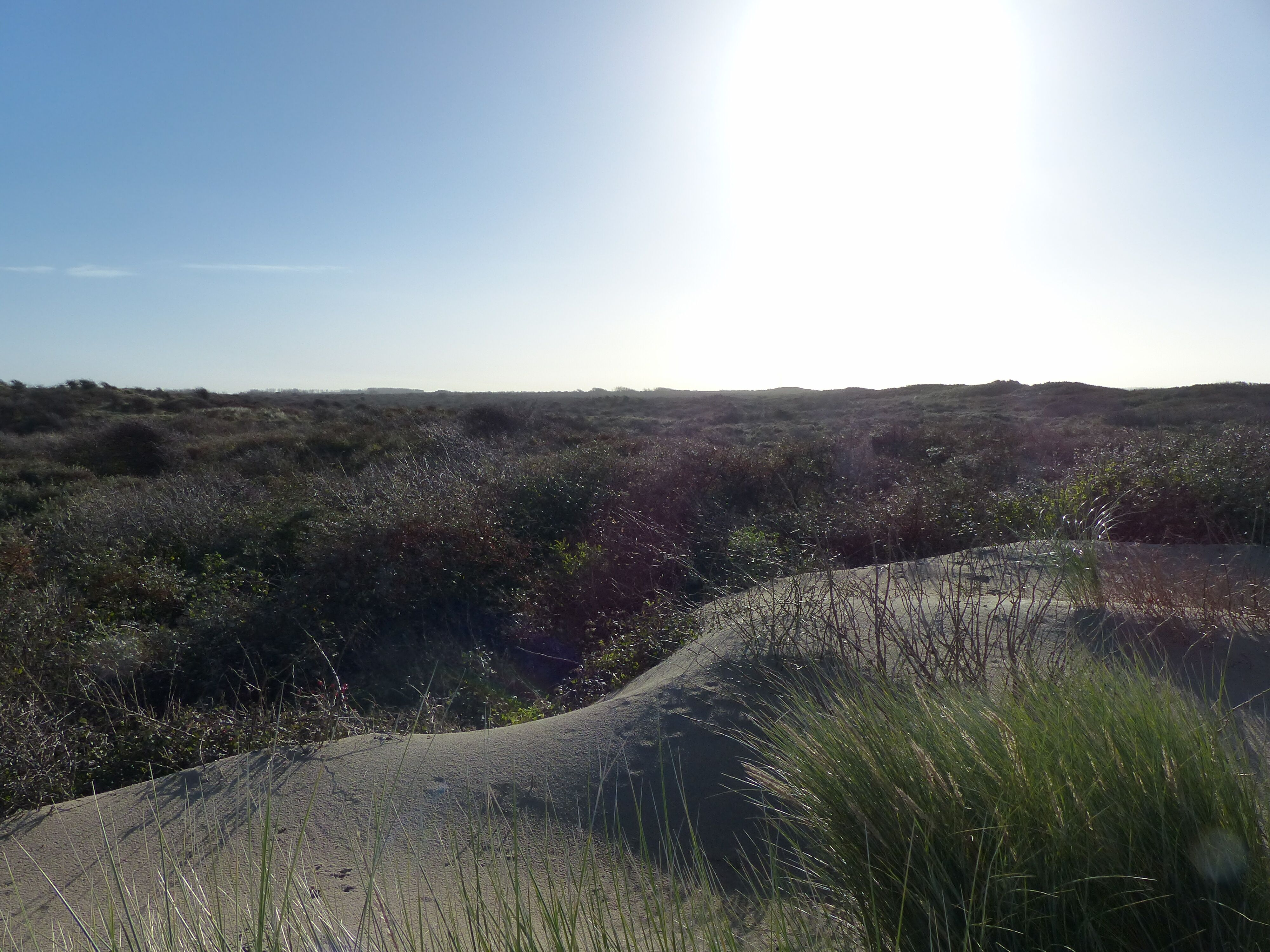
Uitkijkend op de Springertduinen